# 沃伊尼奇

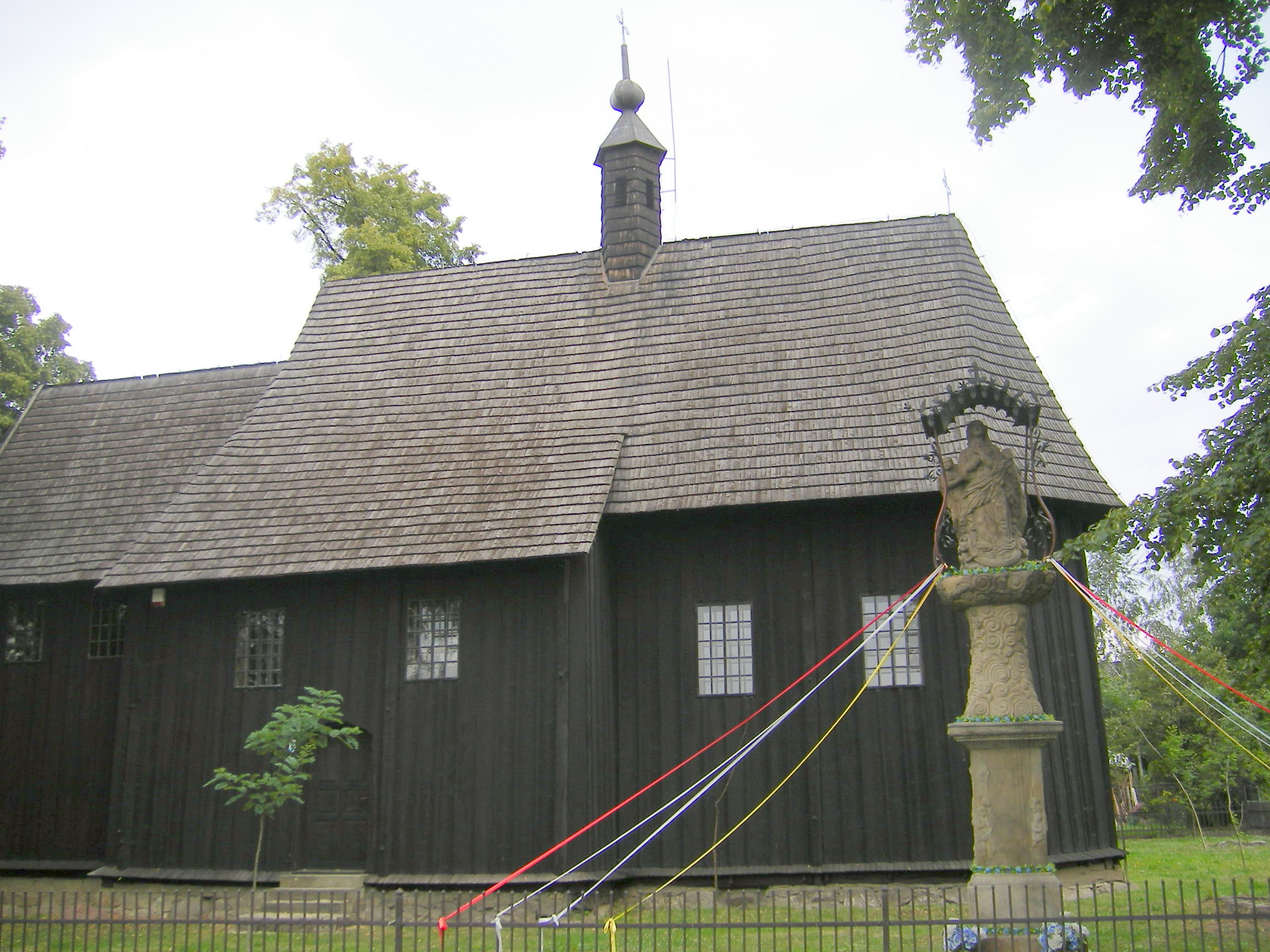

沃伊尼奇是波蘭的城鎮，位於該國東南部，由小波蘭省負責管轄，始建於十世紀，面積8.50平方公里，2007年人口3,404。在第一次瓜分波蘭中，該鎮在1772年被納入普魯士王國管治範圍。

## 外部連結
- Jewish Community in Wojnicz （页面存档备份，存于） on Virtual Shtetl

49°58′N 20°50′E / 49.967°N 20.833°E